# World of Warcraft: Wrath of the Lich King – Fall of the Lich King Soundtrack
World of Warcraft: Wrath of the Lich King – Fall of the Lich King Soundtrack lub World of Warcraft: Fall of the Lich King Soundtrack – druga oficjalna ścieżka dźwiękowa z gry World of Warcraft: Wrath of the Lich King, będącej drugim dodatkiem do World of Warcraft. Skomponowana przez Russella Browera, Dereka Duke'a, Edo Guidottiego (odpowiada jedynie za "Forge of Souls and the Bronze Jam") oraz Jasona Hayesa i Neala Acree, którzy są współtwórcami utworu "Invincible". Album został wydany 22 października 2010 roku przez Blizzard Entertainment na płycie CD jako ekskluzywna edycja limitowana dostępna wyłącznie podczas BlizzConu 2010. 8 grudnia 2008 roku wraz z patchem 3.3.0 ścieżka została dodana do World of Warcraft.

## Formaty i listy utworów
CD:
| Nr  | Tytuł utworu                        | Długość |
| --- | ----------------------------------- | ------- |
| 1.  | „Citadel”                           | 3:25    |
| 2.  | „Light's Hammer”                    | 2:40    |
| 3.  | „Halls of Reflection”               | 3:48    |
| 4.  | „Crimson Hall”                      | 4:27    |
| 5.  | „Forge of Souls and the Bronze Jam” | 2:34    |
| 6.  | „The Chase”                         | 4:15    |
| 7.  | „Ice Fortress”                      | 6:03    |
| 8.  | „Sindragosa”                        | 2:25    |
| 9.  | „Stand Down”                        | 2:08    |
| 10. | „Gunships”                          | 1:14    |
| 11. | „Invincible”                        | 3:17    |
|     |                                     | 36:16   |

## Twórcy i personel pracujący nad ścieżką dźwiękową
- Skomponowana przez Russella Browera, Dereka Duke'a, Edo Guidottiego oraz Jasona Hayesa i Neala Acree z Blizzard Entertainment.
- Za muzyką dodatkową odpowiada Edo Guidotti.
- Za efekty dźwiękowe odpowiada Brian David Farr.
- Ścieżka została nagrana i wyprodukowana przez Blizzard Entertainment.

Źródło: